# Thương mến, Simon
Thương mến, Simon (tiếng Anh: Love, Simon) là một bộ phim hài lãng mạn tuổi teen Mỹ năm 2018 do Greg Berlanti đạo diễn, Isaac Aptaker và Elizabeth Berger viết kịch bản, dựa trên tiểu thuyết năm 2015 Simon vs. the Homo Sapiens Agenda của nhà văn Becky Albertalli. Bộ phim có sự góp mặt của Nick Robinson, Jennifer Garner, Josh Duhamel, Talitha Bateman, Katherine Langford, Alexandra Shipp, and Jorge Lendeborg Jr. Phim xoay quanh nhân vật Simon Spier, một cậu bé tuổi teen đồng tính chưa công khai ở trường trung học, buộc phải cân bằng giữa bạn bè, gia đình và kẻ tống tiền đe dọa tiết lộ bí mật của anh chàng ra toàn trường, đồng thời cố gắng khám phá danh tính của bạn cùng lớp ẩn danh mà anh chàng đã yêu nhau trên mạng.
Thương mến, Simon công chiếu tại Liên hoan phim Mardi Gras vào ngày 27 tháng 2 năm 2018 và được 20th Century Fox phát hành tại Hoa Kỳ vào ngày 16 tháng 3 năm 2018. Các nhà phê bình ca ngợi bộ phim cho "diễn viên tinh thần lớn, đa dạng và tài năng và mang tính cách mạng thông thường", mô tả phim như một "sự cổ điển tức thì" có "dịu dàng, ngọt ngào, và ảnh hưởng" và "sự hài lòng cực kỳ dễ chịu", phim có "hài hước, ấm lòng và khẳng định cuộc sống", với nhiều người so sánh nó với những bộ phim hài lãng mạn của John Hughes.
Bộ phim tạo được chú ý vì là phim đầu tiên của một hãng phim lớn về chuyện tình lãng mạn tuổi teen đồng tính nam, nó đã thu về $66,7 triệu $ dù kinh phí sản xuất chỉ có 10–17 triệu $, và trở thành phim teen có doanh thu cao thứ 15 và phim teen có doanh thu cao thứ 3 của riêng 20th Century Fox theo doanh thu phòng vé từ 1980. Loạt phim truyền hình nối tiếp có tựa đề Love, Victor được ra mắt trên Hulu vào ngày 17 tháng 6 năm 2020, và được phát hành trên Disney+ vào ngày 15 tháng 6 năm 2022.

## Nội dung
Simon Spier là một cậu chàng gay  kín sống ở vùng ngoại ô Atlanta, Georgia. Cậu có một gia đình thân thiết gần gũi gồm có hai vị phụ huynh đáng mến Emily và Jack, cô em Nora và ba người bạn thân: Nick và Leah, hai người dường như cậu đã quen biết cả đời mình, và Abby, cô bạn mới đến.
Một ngày nọ, Leah nói với Simon về một confession trên mạng của một chàng gay kín khác trong trường, với bút danh là "Blue". Simon bắt đầu liên lạc với Blue qua email bằng bút danh "Jacques". Cả hai kể cho nhau nghe những chuyện về bản thân mình và từ đó tạo một mối liên kết với nhau. Nhưng xui thay, những email của họ đã bị phát hiện bởi một học sinh khác, Martin, người mê đắm Abby. Sau khi biết được bí mật của Simon, Martin đe dọa sẽ công khai toàn bộ email của cậu trừ khi cậu đồng ý giúp Martin có được Abby. Simon bắt đầu nghi ngờ rằng cậu bạn Bram cùng lớp với mình là Blue.
Tại buổi tiệc Halloween, Simon cố tiếp cận Bram, nhưng sau đó bắt gặp cậu ta hôn hít một nữ sinh khác. Tại buổi tiệc, Nick thổ lộ những cảm xúc của cậu ấy về Abby cho Simon. Simon nói dối Nick rằng Abby đã có bạn trai ở trường đại học. Leah dẫn Simon khi ấy đã say tít về nhà, sau đó thổ lộ với cậu rằng cô đã phải lòng ai đấy một cách mãnh liệt, Simon cho rằng người đó là Nick.
Simon gặp Abby và Martin tại một hàng ăn trong vùng sau khi cậu thuyết phục hai người tập kịch với nhau. Simon bám lấy cậu phục vụ ở đấy, Lyle, một người bạn học khác, cho rằng đó là Blue. Cậu sau đó come out với Abby và nhẹ nhõm khi cô phản ứng tích cực.
Trong trận bóng của trường, Simon gặp Lyle và cố lấy can đảm hỏi liệu cậu ta có phải Blue hay không. Nhưng sau đó biết được rằng Lyle thích Abby.

## Diễn viên
- Nick Robinson vai Simon Spier
  - Bryson Pitts vai Simon Spier 10 tuổi
  - Nye Reynolds vai Simon Spier 5 tuổi
- Josh Duhamel vai Jack Spier, cha của Simon
- Jennifer Garner vai Emily Spier, mẹ của Simon
- Katherine Langford vai Leah Burke, một trong những người bạn thân nhất của Simon
- Alexandra Shipp vai Abby Susso, một trong những người bạn thân nhất của Simon
- Jorge Lendeborg Jr. vai Nick Eisner, một trong những người bạn thân nhất của Simon
- Keiynan Lonsdale vai Abraham "Bram" Greenfeld, người yêu của Simon
- Miles Heizer vai Cal Price, một trong những bạn cùng lớp của Simon
- Logan Miller vai Martin Addison, một trong những người bạn cùng lớp của Simon đã tống tiền anh ấy
- Tony Hale vai thầy Worth, hiệu phó vụng về của ngôi trường mà Simon theo học
- Talitha Bateman vai Nora Spier, em gái của Simon
  - Skye Mowbray vai Nora Spier 6 tuổi
- Natasha Rothwell vai cô Albright, giáo viên dạy kịch của Simon
- Drew Starkey vai Garrett Laughlin, một trong những bạn cùng lớp của Simon
- Clark Moore vai Ethan, một trong những bạn cùng lớp của Simon, người công khai là người đồng tính
- Joey Pollari vai Lyle, một cô hầu bàn tán tỉnh tại một quán ăn địa phương
- Mackenzie Lintz vai Taylor Metternich, một trong những bạn cùng lớp của Simon

## Âm nhạc
Love, Simon (Original Motion Picture Soundtrack) được RCA Records và Sony Music Entertainment phát hành vào ngày 16 tháng 3 năm 2018. Album có sự góp mặt của Bleachers, Troye Sivan, Amy Shark, Brenton Wood, The 1975, Normani và Khalid cùng nhiều nghệ sĩ khác. Nó đạt đến vị trí #37 trên bảng xếp hạng Billboard 200, #3 trên bảng xếp hạng Billboard Top Soundtracks, và #24 trên bảng xếp hạng Billboard Canadian Albums cho đầu tuần vào ngày 31 tháng 3 năm 2018, đồng thời có mặt ở vị trí #161 trên bảng xếp hạng cuối năm của Billboard 200.
Bản nhạc nền phim của Rob Simonsen được Lakeshore Records phân phối với tên Love, Simon (Original Motion Picture Score) và được phát hành cùng với album soundtrack.